# Kierz (Couïavie-Poméranie)
Pour les articles homonymes, voir Kierz.
Kierz est une localité polonaise de la voïvodie de Couïavie-Poméranie et du powiat de Lipno.